# Энергетика Амурской области
Энергетика Амурской области — сектор экономики региона, обеспечивающий производство, транспортировку и сбыт электрической и тепловой энергии. По состоянию на 2019 год, на территории Амурской области эксплуатировались 5 крупных электростанций общей мощностью 4166 МВт и 5 небольших дизельных электростанций общей мощностью 0,4 МВт. В 2018 году они произвели 14,512 млрд кВт·ч электроэнергии.

## История
Впервые электроэнергия начала применяться на территории современной Амурской области в 1895 году, на приисках Верхне-Амурской золотодобывающей компании. В 1896 году на винокуренном заводе Лукина было внедрено электрическое освещение, электроэнергию вырабатывала динамо-машина с приводом от паровой машины мощностью 16 л. с. В 1897 году на золотодобывающем прииске на р. Уруми впервые в России была использована драга с электрическим приводом. В том же году на чугунно-литейном и механическом заводе Першина начала работать электростанция с приводом от локомобиля мощностью 20 л. с. В 1907 году было начато и в следующем году завершено строительство первой на Дальнем Востоке России муниципальной электростанции — Благовещенской муниципальной электрической станции мощностью 250 кВт, проработавшей до 1963 года. В 1913 году в Благовещенске на Амурском металлургическом заводе Я. Чепурина была введена в эксплуатацию электростанция мощностью 350 кВт. В 1925 году с пуска небольшой электростанции в селе Ивановка начинается электрификация сельской местности. Всего в 1920-х годах в Амурской области эксплуатировалось пять электростанций небольшой мощности.
В конце 1940-х годов разрабатывается проект строительства электростанции в ПГТ. Прогресс, работающей на местных углях, согласно проекту мощность станции должна была составить 75 МВт. Строительство станции (под названием Райчихинская ТЭЦ) было начато в 1951 году, первый турбоагрегат был принят в эксплуатацию 24 декабря 1953 года. В 1963 году строительство первой очереди станции было завершено, её мощность достигла 68,5 МВт. В 1960 году, в связи с ростом энергопотребления, было принято решение о строительстве второй очереди Райчихинской ТЭЦ в составе двух турбоагрегатов мощностью по 50 МВт и одного мощностью 100 МВт. Новые турбоагрегаты были введены в эксплуатацию в 1965—1968 годах. В 1969 году Райчихинская ТЭЦ была переименована в Райчихинскую ГРЭС. Одновременно начинается развитие электрических сетей, в 1959 году вводится первая в Амурской области линия электропередачи напряжением 110 кВ «Райчихинская ГРЭС — Благовещенск». В 1960 году образовано Районное энергетическое управление (РЭУ) «Амурэнерго», в состав которого вошли Райчихинская ТЭЦ, Огоджинская и Соловьевская ЦЭС, а также городская электростанция Благовещенска.
В 1958 году Ленинградское отделение института «Гидропроект» разработало Схему комплексного использования рек Зея и Селемджа, в которой обосновывалось первоочередное сооружение Зейской ГЭС. 22 февраля 1964 года приказом министра энергетики и электрификации СССР образована дирекция строящейся Зейской ГЭС и Управление строительства «ЗеяГЭСстрой». Первые строители прибыли к створу уже в марте того же года. 30 января 1970 года в плотину был уложен первый кубометр бетона. Русло Зеи было перекрыто 13 октября 1972 года, первый гидроагрегат был пущен 27 ноября 1975 года, второй и третий — в 1976 году. Первые гидроагрегаты пускались при напоре значительно меньше расчётного, но уникальные возможности по работе диагональных турбин при широком диапазоне напоров позволили отказаться от использования временных рабочих колёс. Четвертый гидроагрегат пустили в 1977 году, пятый — в 1978 году и шестой — в 1980 году. Возведение плотины было завершено в 1983 году, строительство станции в основном закончилось в 1985 году. При мощности 1290 МВт Зейская ГЭС стала крупнейшей на тот момент электростанцией на Дальнем Востоке. В 1980 году вводится в строй первая на Дальнем Востоке линия электропередачи напряжением 500 кВ от Зейской ГЭС до г. Свободный.
16 июля 1969 г. Министерством энергетики и электрификации СССР утверждено проектное задание Благовещенской ТЭЦ. 31 декабря 1976 года Благовещенская ТЭЦ была зачислена в перечень действующих станций, начав вырабатывать тепло. Первый турбоагрегат был введён в 1982 году, официально строительство первой очереди Благовещенской ТЭЦ закончилось в декабре 1985 года, мощность станции составила 280 МВт электрической и 689 Гкал/час тепловой мощности.
В 1976 году начинаются подготовительные работы по возведению Бурейской ГЭС — крупнейшей электростанции на Дальнем Востоке России. Строительство основных сооружений Бурейской ГЭС были начаты 22 сентября 1984 года с отсыпки перемычек правобережного котлована первой очереди. 21 февраля 1985 года в тело плотины был уложен первый кубометр бетона. С 1989 года в связи с ухудшением экономической ситуации в стране возведение Бурейской ГЭС велось низкими темпами и было активизировано только в 1999 году. Первый гидроагрегат станции был пущен в 2003 году, последний, шестой — в 2007 году, на полную мощность 2010 МВт станция была выведена в 2009 году.
В 2007 году в рамках реформы РАО «ЕЭС России» происходит разделение «Амурэнерго»: тепловые электростанции входят в состав АО «Дальневосточная генерирующая компания», распределительные сети — в состав АО «Дальневосточная распределительная сетевая компания», энергосбыт — в состав ПАО «Дальневосточная энергетическая компания». Зейская и Бурейская ГЭС становятся филиалами ПАО «РусГидро».
В 2010 году было начато строительство Нижне-Бурейской ГЭС мощностью 321 МВт, в 2017 году состоялся пуск гидроагрегатов станции, в 2019 году её возведение было завершено. В 2014 году было начато строительство второй очереди Благовещенской ТЭЦ электрической мощностью 124 МВт и тепловой мощностью 188 Гкал/ч, завершённое в 2016 году.

## Генерация электроэнергии
По состоянию на 2019 год, на территории Амурской области эксплуатировались 5 относительно крупных электростанций общей мощностью 4166 МВт, в том числе две тепловые электростанции и три гидроэлектростанции. В 2018 году они произвели 14,512 млрд кВт·ч электроэнергии. Кроме того, в зоне децентрализованного энергоснабжения эксплуатировалось 5 небольших дизельных электростанций общей мощностью 414 кВт. Ведётся строительство Свободненской ТЭС мощностью 160 МВт, с планируемым вводом в эксплуатацию в 2020 году.

### Бурейская ГЭС
Расположена в Бурейском районе у посёлка Талакан, на реке Бурее. Гидроагрегаты станции введены в эксплуатацию в 2003—2007 годах. Установленная мощность станции — 2010 МВт, проектная среднегодовая выработка электроэнергии — 7,1 млрд кВт·ч, фактическая выработка электроэнергии в 2018 году — 6,534 млрд кВт·ч. В здании ГЭС установлены 6 гидроагрегатов мощностью по 335 МВт. Крупнейшая электростанция Амурской области и на Дальнем Востоке России. Является филиалом ПАО «РусГидро».

### Зейская ГЭС
Расположена в Зейском районе у города Зея, на реке Зее. Гидроагрегаты станции введены в эксплуатацию в 1975—1980 годах. Установленная мощность станции — 1330 МВт, проектная среднегодовая выработка электроэнергии — 4,91 млрд кВт·ч, фактическая выработка электроэнергии в 2018 году — 4,72 млрд кВт·ч. В здании ГЭС установлены 6 гидроагрегатов, из них 4 мощностью по 225 МВт и два мощностью мощностью по 215 МВт. Вторая по мощности электростанция Амурской области и третья — на Дальнем Востоке России. Является филиалом ПАО «РусГидро».

### Нижне-Бурейская ГЭС
Расположена в Бурейском районе у посёлка Новобурейский, на реке Бурее, является контррегулятором Бурейской ГЭС. Гидроагрегаты станции введены в эксплуатацию в 2017 году. Установленная мощность станции — 320 МВт, проектная среднегодовая выработка электроэнергии — 1,67 млрд кВт·ч, фактическая выработка электроэнергии в 2018 году — 0,675 млрд кВт·ч. В здании ГЭС установлены 4 гидроагрегата мощностью по 80 МВт. Последняя по времени строительства электростанция Амурской области. Принадлежит АО «Нижне-Бурейская ГЭС» (дочернее общество ПАО «РусГидро»).

### Благовещенская ТЭЦ
Расположена в городе Благовещенске. Паротурбинная теплоэлектроцентраль, в качестве топлива использует бурый уголь. Турбоагрегаты станции введены в эксплуатацию в 1982—2015 годах. Установленная электрическая мощность станции — 404 МВт, тепловая мощность — 1005,6 Гкал/час, фактическая выработка электроэнергии в 2018 году — 2,106 млрд кВт·ч. Оборудование станции включает в себя 4 турбоагрегата (1×60, 2×110, 1×124 МВт), 5 котлоагрегатов и 2 водогрейных котла. Принадлежит АО «Дальневосточная генерирующая компания» (дочернее общество ПАО «РусГидро»).

### Райчихинская ГРЭС
Расположена в пгт.Прогресс. Паротурбинная теплоэлектроцентраль, в качестве топлива использует бурый уголь. Турбоагрегаты станции введены в эксплуатацию в 1956—1966 годах. Установленная электрическая мощность станции — 83 МВт, тепловая мощность — 238,1 Гкал/час, фактическая выработка электроэнергии в 2018 году — 0,476 млрд кВт·ч. Оборудование станции включает в себя 2 турбоагрегата ( 1×33, 1×50 МВт) и 5 котлоагрегатов. Принадлежит АО «Дальневосточная генерирующая компания».

### Дизельные электростанции
Расположены в с. Бысса (60 кВт), п. Снежногорский (200 кВт), с. Осежино (24,13 кВт), п. Апрельский (30 кВт) и с. Игнашино (100 кВт). Принадлежат различным частным организациям.

## Потребление электроэнергии
Потребление электроэнергии в Амурской области в 2018 году составило 8430 млн кВт·ч, максимум нагрузки — 1406 МВт. Таким образом, Амурская область является энергоизбыточным регионом (как по электроэнергии, так и по мощности), избыток электроэнергии передаётся в другие регионы России (2972 млн кВт·ч в 2018 году) и экспортируется в Китай (3109 млн кВт·ч в 2018 году). В структуре потребления электроэнергии в регионе по состоянию на 2018 год лидируют транспорт (35,5 %), промышленность (14,7 %), население (13,9 %). Крупнейшие потребители электроэнергии в Амурской области по состоянию на 2018 год — ОАО «РЖД» (2442 млн кВт·ч), объекты нефтепровода ВСТО (443 млн кВт·ч), АО «Покровский рудник» (283 млн кВт·ч). Функции гарантирующего поставщика электроэнергии выполняет АО «Дальневосточная энергетическая компания» (дочернее общество ПАО «РусГидро»).

## Электросетевой комплекс
Энергосистема Амурской области входит в ЕЭС России, являясь частью Объединённой энергосистемы Востока, находится в операционной зоне филиала АО «СО ЕЭС» Амурское РДУ. Связана с энергосистемой Сибири по двум ВЛ 220 кВ, с энергосистемой Якутии — по четырём ВЛ 220 кВ и одной ВЛ 35 кВ, с энергосистемой Хабаровского края и Еврейской АО — по двум ВЛ 500 кВ и трём ВЛ 220 кВ, с энергосистемой Китая — по одной ВЛ 500 кВ, двум ВЛ 220 кВ и одной ВЛ 110 кВ. Электрические сети напряжением 110 кВ и выше на территории Амурской области представлены 6 линиями электропередачи напряжением 500 кВ, 80 линиями электропередачи напряжением 220 кВ, 54 линиями электропередачи напряжением 110 кВ. Электрические сети напряжением 220 и 500 кВ эксплуатируются ПАО «ФСК ЕЭС», напряжением 110 кВ и ниже — АО «Дальневосточная распределительная сетевая компания» (в основном), а также 12 небольшими электросетевыми организациями.

## Теплоснабжение
Теплоснабжение в Амурской области обеспечивают Благовещенская ТЭЦ (установленная тепловая мощность 1005,6 Гкал/час), Райчихинская ГРЭС (238,1 Гкал/час) и 763 котельные общей тепловой мощностью 3621,7 Гкал/час. В 2018 году они суммарно произвели 6954 тыс. Гкал тепловой энергии, в том числе: Благовещенская ТЭЦ — 1971 тыс. Гкал, Райчихинская ГРЭС — 103 тыс. Гкал и котельные — 4880 тыс. Гкал.